# Bulgaria 1300
Bulgaria 1300 (Bulgaro: Интеркосмос 22-България 1300) è stato il primo satellite artificiale bulgaro. Deve il nome all'allora 1.300º anniversario dalla fondazione del Primo Impero bulgaro. È stato progettato sul modello del Meteor sovietico. Era di fabbricazione completamente nazionale.
Lanciato nel 1981, ha fatto della Bulgaria la 16ª Nazione ad avere un satellite in orbita e la quarta del blocco comunista, dopo URSS, Cina e Cecoslovacchia. Il lancio è stato concepito entro il più vasto programma Intercosmos (in particolare, "Intercosmos 22"), promosso dai Sovietici per coinvolgere maggiormente le Nazioni del Patto di Varsavia nelle loro ricerche spaziali: già nel 1979, infatti, il bulgaro Georgi Ivanov aveva partecipato ad una missione sulla stazione spaziale Mir e già dal 1978 anche la Cecoslovacchia, oltre all'URSS, aveva un proprio satellite in orbita.